# Сусанк (Канзас)
Сусанк (англ. Susank) — місто (англ. city) в США, в окрузі Бартон штату Канзас. Населення — 31 особа (2020).

## Географія
Сусанк розташований за координатами 38°38′26″ пн. ш. 98°46′28″ зх. д. / 38.64056° пн. ш. 98.77444° зх. д. (38.640569, -98.774524).  За даними Бюро перепису населення США в 2010 році місто мало площу 0,25 км², уся площа — суходіл.

## Демографія
Згідно з переписом 2010 року, у місті мешкали 34 особи в 19 домогосподарствах у складі 10 родин. Густота населення становила 138 осіб/км².  Було 25 помешкань (102/км²).
Расовий склад населення:
| - 100,0 % — білих |

До двох чи більше рас належало 0,0 %. Частка іспаномовних становила 0,0 % від усіх жителів.
За віковим діапазоном населення розподілялося таким чином: 2,9 % — особи молодші 18 років, 82,4 % — особи у віці 18—64 років, 14,7 % — особи у віці 65 років та старші. Медіана віку мешканця становила 53,6 року. На 100 осіб жіночої статі у місті припадало 100,0 чоловіків;  на 100 жінок у віці від 18 років та старших — 106,2 чоловіків також старших 18 років.
Середній дохід на одне домашнє господарство  становив 51 244 долари США (медіана — 41 250), а середній дохід на одну сім'ю — 59 033 долари (медіана — 66 250). 
Цивільне працевлаштоване населення становило 25 осіб. Основні галузі зайнятості: освіта, охорона здоров'я та соціальна допомога — 24,0 %, сільське господарство, лісництво, риболовля — 24,0 %, оптова торгівля — 16,0 %, виробництво — 16,0 %.